# Bundesbau
|  |

Bundesbau bedeutet die Durchführung von Hochbauvorhaben, deren Bauherr der Bund ist. Dafür gelten seit dem 1. Oktober 2022 die neu gefassten Richtlinien für die Durchführung von Bauaufgaben des Bundes bzw. die „Neue RBBau“, die mit gemeinsamem Erlass vom Bundesbau- und Bundesfinanzministerium am 30. September 2022 eingeführt wurden. Die Neue RBBau wurde bis Mitte 2024 evaluiert und angepasst. Nach erfolgter Evaluation gelten seit 1. Juli  2024 die aktualisierten „Richtlinien für die Durchführung von Bauaufgaben des Bundes (RBBau)“. Der Zusatz „Neue“ ist damit entfallen.
Im Bundesbau entstehen die unterschiedlichsten Dienstgebäude wie etwa Bürogebäude, Forschungseinrichtungen, Krankenhäuser, Bundespolizeidienststellen, Trainingszentren für Soldaten, aber auch Gebäude für Museen und Kultureinrichtungen. Nutzer der Bauten sind u. a. Bundesministerien, Bundesgerichte, der Zoll, die Bundespolizei, die Bundeswehr, die Gaststreitkräfte der NATO sowie Bundesbehörden und -anstalten wie das Robert Koch-Institut, das Julius Kühn-Institut und das Technische Hilfswerk. Neben Inlandsbauten verantwortet der Bundesbau Immobilien im Ausland wie für die deutschen Botschaften, das Goethe-Institut und deutsche Schulen.
Im Jahr 2021 wurde durch den Bundesbau ein Bauvolumen von 2,4 Milliarden Euro umgesetzt.
Zusätzlich unterstützen die Bundesbauverwaltungen Zuwendungsbaumaßnahmen mit ihrem baufachlichen Sachverstand. Sie beraten die Zuwendungsgeber sowie -empfänger in allen Bauprojektphasen und gewährleisten, dass die Planung und Bauausführung wirtschaftlich und zweckmäßig ist und die baupolitischen Ziele des Bundes eingehalten werden.

## Geschichte
Die Anfänge des Bundesbaus gehen bis zum Staatenbund des Deutschen Kaiserreichs zurück. Schwerpunkt der Bauentwicklung waren militärische Interessen, die von einzelnen Bundesstaaten unterschiedlich organisiert wurden. In der Weimarer Republik entwickelte sich ab 1919 eine eigene Reichsbauverwaltung, die 1927 auf Anordnung des Reichsfinanzministers neu ausgerichtet wurde. Als Vorläufer des „Organleihe-Abkommens“ führten fortan die Bundesbauverwaltungen der Länder die Bauaufgaben des Deutschen Reiches aus. Ab dem Jahr 1939 waren zum Beispiel in Baden-Württemberg sogenannte Baugruppen der Reichsbauverwaltungen als Mittelinstanz der Oberfinanzpräsidien zuständig. Speziell für den militärischen Bereich waren zusätzliche Heeres- und Luftwaffenbauämter tätig, die dem Reichskriegsministerium und dem Reichsluftministerium unterstellt waren.
Nach dem Ende des Zweiten Weltkriegs lag der Schwerpunkt auf der Beseitigung der Trümmer und der kostengünstigen Instandsetzung einer notwendigen Infrastruktur unter der Kontrolle der Besatzungsmächte. Je nach Besatzungszone wurden eigene untergeordnete Dienststellen mit deutschem Baupersonal eingerichtet, sowohl für den militärischen als auch für den zivilen Bedarf. Allerdings lag der Schwerpunkt auf der Errichtung von notwendigem Wohnraum. Mit der Gründung der Bundesrepublik Deutschland im Jahr 1949 war der Baubedarf des Bundes selbst überschaubar. Eine eigene Bundesbauverwaltung lohnte sich nicht, daher bediente sich der Bund der Landesbauverwaltungen im Rahmen der Organleihe und ließ darüber die zivilen und militärischen Bauaufgaben erledigen. Der Bund hatte die fachliche Leitung und übernahm die Kosten. Die gesetzliche Grundlage für die Organleihe wurde im Gesetz über die Finanzverwaltung am 6. September 1950 gelegt.
Mit den Pariser Verträgen 1955 wurde das Besatzungsregime beendet und die Bundesrepublik erhielt eine Teilsouveränität. Durch den Eintritt in die NATO wurden fortan auch Auftragsbauten der NATO-Bündnispartner vom Bund durch die Bauverwaltungen übernommen. Mit ansteigendem Baubedarf im zivilen und vor allem durch die Einführung der allgemeinen Wehrpflicht 1956 im militärischen Bereich wurden im Folgejahr die Richtlinien für die Durchführung von Bauaufgaben des Bundes (RBBau) eingeführt. In dem Regelwerk wurden – auf Grundlage der Haushaltsregelungen des Bundes – die Verfahren von der Genehmigung des Baubedarfs, der Planung sowie der Baudurchführung definiert.
Ab dem Jahr 1965 war für militärische Bauaufgaben der Bundeswehr das Bundesministerium der Verteidigung zuständig, z. B. für Truppenunterkünfte, und für die Baumaßnahmen der alliierten Streitkräfte und der NATO-Bündnispartner, das Bundesministerium der Finanzen und für alle zivilen Baumaßnahmen das Bundesministerium für Bau- und Wohnungswesen. Bis 1998 verantwortete ebenfalls das damalige Bauministerium eigenständig die zivilen Baumaßnahmen, bevor es Teil des damaligen Bundesministeriums für Verkehr, Bau- und Wohnungswesen wurde. Von 2013 bis 2018 war das Bauressort dem damaligen Bundesministerium für Umwelt, Naturschutz, Bau und Reaktorsicherheit zugeordnet. Bis 2021 wurde das Bauministerium dem Bundesministerium des Innern, für Bau und Heimat zugeordnet. Seit 2021 gibt es wieder ein eigenes Bauministerium, das Bundesministerium für Wohnen, Stadtentwicklung und Bauwesen mit Klara Geywitz als Bauministerin.
Zum 1. Januar 2023 trat das Gesetz zur Modernisierung des Bundesbaus in Kraft, um der Bundesanstalt für Immobilienaufgaben (BImA) im Bundesbau mehr Freiheit zu verschaffen, mit dem Ziel schneller bauen zu können und die Verantwortung für Planung, Bau und Betrieb der Bundesbauten und Bundesliegenschaften bei ihr zu konzentrieren. Maßnahmen im militärischen Bereich blieben im Zuständigkeitsbereich des Bundesministeriums der Verteidigung (BMVg). Ziel der Reform war es, den Bundesbau zukunftsfähig aufzustellen.

## Zuständigkeit
Bauherren im Bundesbau sind die Bundesanstalt für Immobilienaufgaben (BImA) für zivile Bauten, das Bundesministerium der Verteidigung (BMVg) und das Bundesamt für Infrastruktur, Umweltschutz und Dienstleistungen der Bundeswehr (BAIUDBw) für militärische Bauten, das Bundesministerium für Wohnen, Stadtentwicklung und Bauwesen (BMWSB) für den Gastreitkräftebau und das Auswärtigen Amt (AA) für Auslandsbauten. Das BMWSB ist außerdem für die Einhaltung der baupolitischen Ziele des Bundes zuständig und verantwortet den Bereich Zuwendungsbau.
Die Baumaßnahmen des Bundes insbesondere für Verfassungsorgane in Berlin und Bonn sowie Baumaßnahmen im Ausland führt grundsätzlich das Bundesamt für Bauwesen und Raumordnung (BBR) durch. Die Baumaßnahmen in den anderen 15 Bundesländern werden in Organleihe für den Bund von den jeweiligen Bauverwaltungen der Länder durchgeführt. Die Organleihe beruht auf § 5b Finanzverwaltungsgesetz (FVG) und ist in bilateralen Vereinbarungen zwischen der BImA und den einzelnen Bundesländern geregelt. Das betrifft auch die Kostenerstattung des Bundes gegenüber den Bundesländern.
Die Bauverwaltungen gliedern sich in zwei Ebenen, in die baudurchführende Ebene (BdE) und die Fachaufsicht führende Ebene (FfE). Die BdE erledigt die operative Umsetzung der Baumaßnahmen entweder als Eigenplanungen oder mittels Vergaben an freiberuflich tätige Architekten und Ingenieure. Der Fachaufsicht führenden Ebene obliegt die Fachaufsicht über die baudurchführende Ebene. Sie ist insbesondere für die Prüfung, Genehmigung und Festsetzung von Bauunterlagen zuständig.
| Bundesland             | Fachaufsicht                                                                                            | Baudurchführende Ebene                                                                                  |
| ---------------------- | --- | --- |
| Baden-Württemberg      | Oberfinanzdirektion Baden-Württemberg                                                                   | Bundesbau Baden-Württemberg                                                                             |
| Bayern                 | Landesbaudirektion Bayern (LBD)                                                                         | 20 Staatliche Bauämter                                                                                  |
| Berlin                 | Bundesamt für Bauwesen und Raumordnung                                                                  | Bundesamt für Bauwesen und Raumordnung                                                                  |
| Brandenburg            | Brandenburgischer Landesbetrieb für Liegenschaften und Bauen                                            | Brandenburgischer Landesbetrieb für Liegenschaften und Bauen                                            |
| Bremen                 | Senator für Finanzen                                                                                    | Geschäftsbereich Bundesbau beim staatlichen Dienstleister Performa Nord                                 |
| Hamburg                | Bundesbauabteilung in der Behörde für Stadtentwicklung und Wohnen, Amt für Bauordnung und Hochbau (ABH) | Bundesbauabteilung in der Behörde für Stadtentwicklung und Wohnen, Amt für Bauordnung und Hochbau (ABH) |
| Hessen                 | Oberfinanzdirektion Frankfurt am Main                                                                   | Landesbetrieb Bau und Immobilien Hessen                                                                 |
| Mecklenburg-Vorpommern | Staatliche Bau- und Liegenschaftsverwaltung in Mecklenburg-Vorpommern                                   | Staatliche Bau- und Liegenschaftsverwaltung in Mecklenburg-Vorpommern                                   |
| Niedersachsen          | Niedersächsisches Landesamt für Bau und Liegenschaften                                                  | Staatliches Baumanagement Niedersachsen                                                                 |
| Nordrhein-Westfalen    | Oberfinanzdirektion Nordrhein-Westfalen                                                                 | Bau- und Liegenschaftsbetrieb Nordrhein-Westfalen                                                       |
| Rheinland-Pfalz        | Amt für Bundesbau Rheinland-Pfalz                                                                       | Landesbetrieb Liegenschafts- und Baubetreuung                                                           |
| Saarland               | Saarländisches Ministerium für Inneres, Bauen und Sport                                                 | Landesverwaltungsamt Abt. 4: Staatliche Hochbaubehörde (SHB)                                            |
| Sachsen                | Sächsisches Staatsministerium der Finanzen                                                              | Staatsbetrieb Sächsisches Immobilien- und Baumanagement                                                 |
| Sachsen-Anhalt         | Ministerium der Finanzen des Landes Sachsen-Anhalt                                                      | Landesbetrieb Bau- und Liegenschaftsmanagement Sachsen-Anhalt                                           |
| Schleswig-Holstein     | Finanzministerium des Landes Schleswig-Holstein                                                         | Gebäudemanagement Schleswig-Holstein                                                                    |
| Thüringen              | Thüringer Ministerium für Infrastruktur und Landwirtschaft                                              | Thüringer Landesamt für Bau und Verkehr                                                                 |

## Beispielprojekte

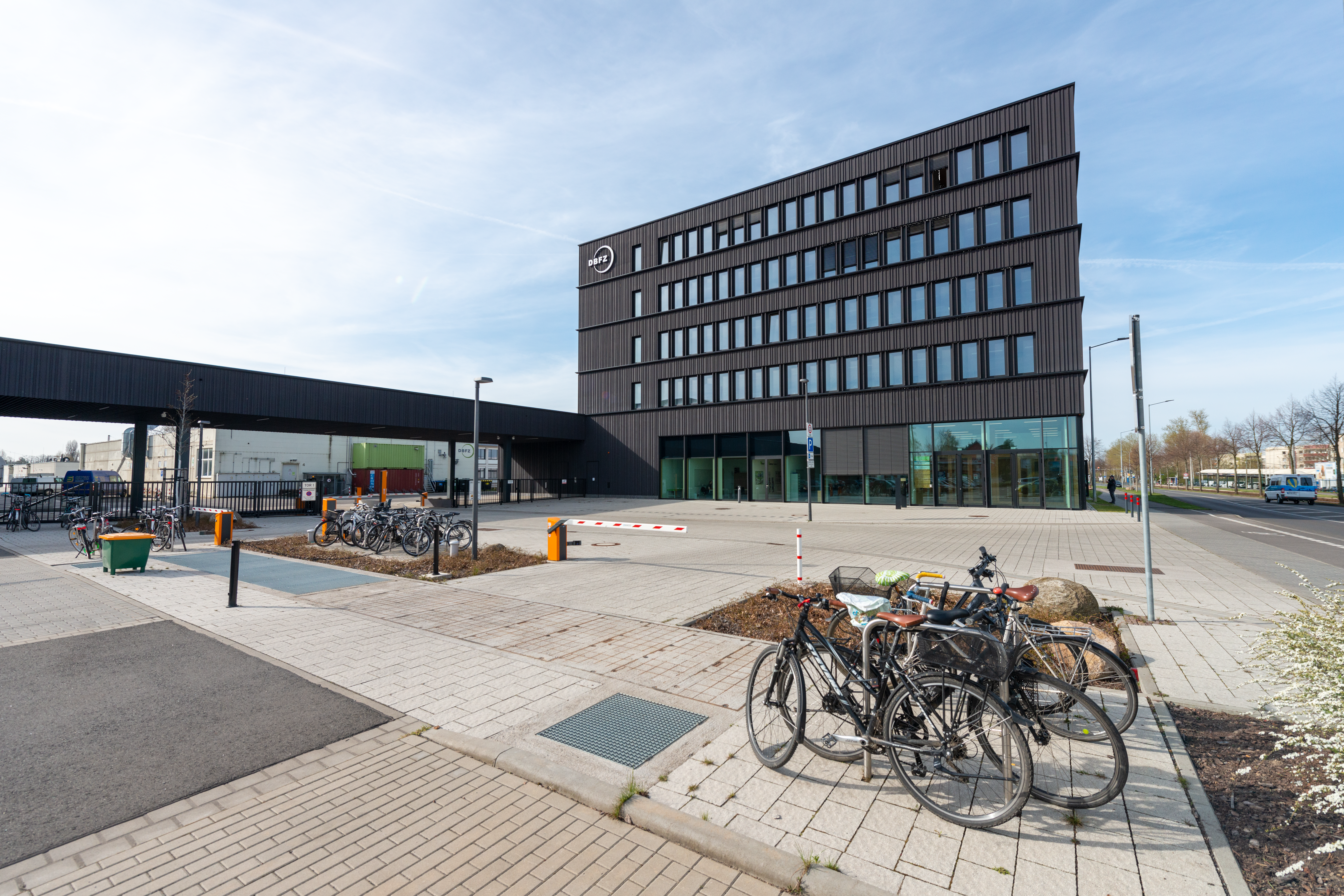
Neubau des Büro- und Veranstaltungsgebäudes des DBFZ

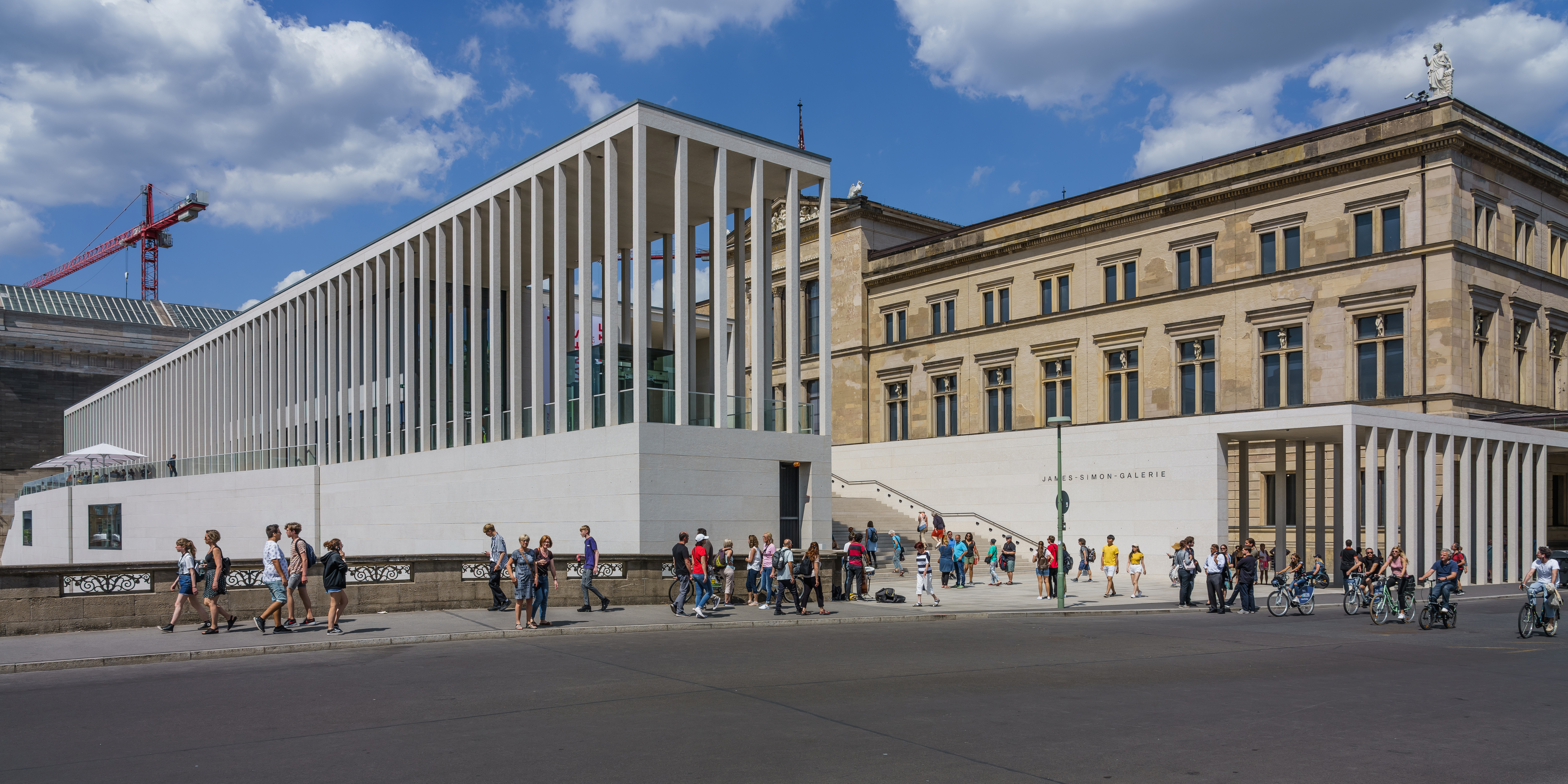
James-Simon-Galerie nach der Fertigstellung 2019

Folgende Projekte wurden u. a. vom Bundesbau umgesetzt:

### Auswahl Bauprojekte zivil
- Neubau für das Deutsche Biomasseforschungszentrum (DBFZ)
- Neubau Deutscher Wetterdienst Potsdam
- Neubau für die Reiterstaffel der Bundespolizei in Stahnsdorf
- Neubau zur Unterbringung der Bundespolizei-Fliegerstaffel Süd in Oberschleißheim
- Erweiterungsbau der Europäischen Schulen in München
- Nachhaltiger Neubau für den UN-Campus in Bonn
- Humboldt Forum im Berliner Schloss
- Eingangsgebäude für die James-Simon-Galerie der Staatlichen Museen in Berlin
- Sanierung der Nationalgalerie am Kulturforum Berlin
- Neugestaltung Militärhistorisches Museum Dresden

### Auswahl Bauprojekte Zuwendungsbau

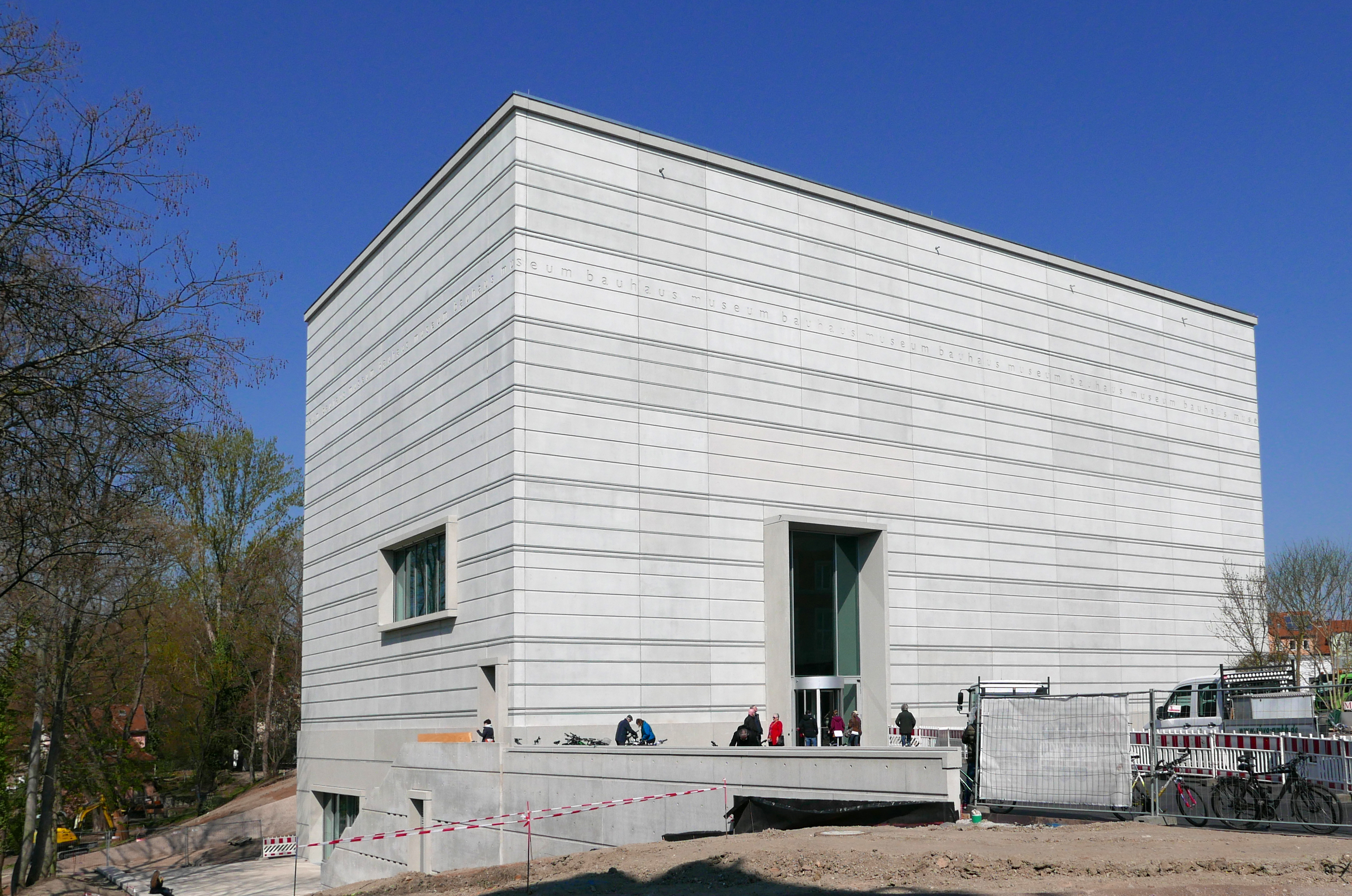
Neubau des Bauhaus-Museums in Weimar, 2019

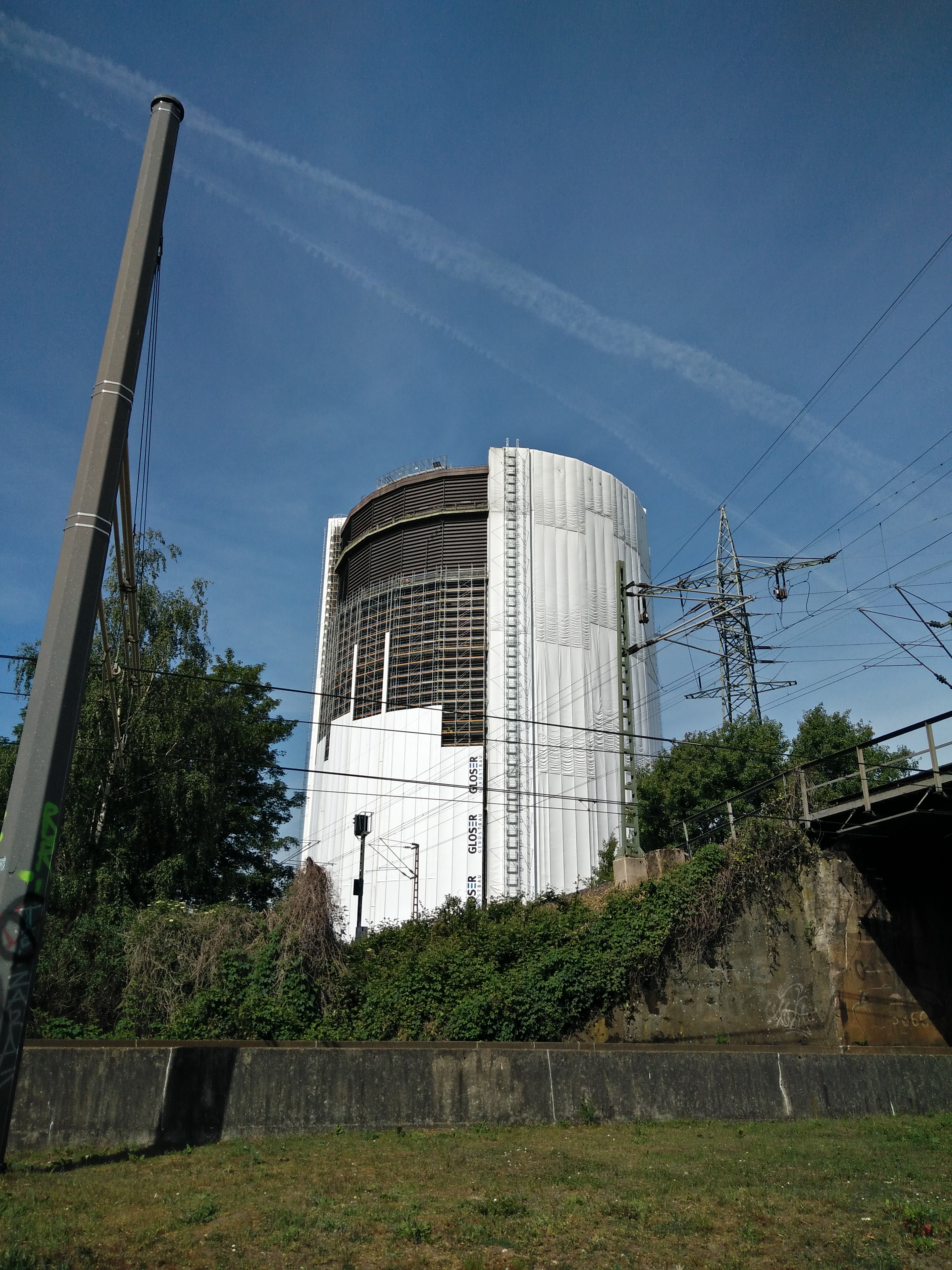
Sanierung des Industriedenkmals Gasometer Oberhausen 2020

- Neubau für das Deutsche Elektronen-Synchrotron DESY der Helmholtz-Gemeinschaft in Zeuthen
- Neubau für das Bauhaus-Museum in Weimar
- Komplettsanierung Gasometer Oberhausen

### Auswahl Bauprojekte Auslandsbau
- Sanierung der Deutschen Botschaft in Brasilia
- Neubau der Deutschen Botschaft in Wien
- Sanierung Deutsche Botschaft Bagdad – Haus Jemen
- Erdbeben- und Brandschutzsanierung Goethe-Institut Athen

### Auswahl militärische Bauprojekte
- Neubau einer Übungsanlage im Gefechtsübungszentrum des Heeres in Altmark
- Neubau der Bundeswehrfachschule in Karlsruhe
- Neubau der Psychiatrie im Bundeswehrkrankenhaus in Hamburg
- Neubau der Wasch- und Wartungshalle für den Airbus A400M in Wunstorf
- Modernisierung Löberfeld-Kaserne Erfurt
- Sanitätsversorgungszentrum in der Hermann-Köhl-Kaserne in Niederstetten

### Auswahl Bauprojekte Gaststreitkräfte
- US-Militärkrankenhaus Weilerbach
- Neubau US-High School in Kaiserslautern Vogelweh
- Erweiterungsbau U.S. High School Wiesbaden
- Neubau Gemeindezentrum Netzaberg-Chapel